# Freycinetia pritchardii
Freycinetia pritchardii är en enhjärtbladig växtart som beskrevs av Berthold Carl Seemann. Freycinetia pritchardii ingår i släktet Freycinetia och familjen Pandanaceae. Inga underarter finns listade.